# Svanètia
|  | «Svan» redirigeix aquí. Vegeu-ne altres significats a «Svanetià». |

Svanètia (georgià: სვანეთი, Svaneti) és una regió muntanyosa del Caucas, al nord-oest de Geòrgia. Està avui dia unida al Samegrelo (Mingrèlia), amb el qual forma la regió de Samegrelo - Zemo Svaneti (Mingrèlia - Alta Svanètia). Té a l'oest Abkhàzia, a l'est la Ratxa, al sud Mingrèlia i al nord Rússia (Kabardino-Balkària i Karatxai-Txerkèssia).
El 1986 l'Alta Svanètia es va inscriure en la llista del Patrimoni de la Humanitat de la UNESCO.
La llengua pròpia de la regió, el svanetià, es considera greument amenaçada per la manca de reconeixement oficial i el despoblament de la zona.

## Geografia
Situada al vessant sud de les muntanyes centrals del Gran Caucas i envoltada per cims de 3.000 a 5.000 metres d'alçada, Svanètia és la regió habitada de més alçada del Caucas. Quatre dels 10 cims més alts del Caucas es troben a la regió, inclosa la muntanya més alta de Geòrgia: el Xkhara, de 5.200 msnm. Altres cims importants en són el Tetnuldi, el Xota Rustaveli, l'Uixba, l'Ailama, etc.
Svanètia està formada per dues regions que es corresponen amb dues valls habitades:
- L'Alta Svanètia (Zemo Svaneti) és l'alta vall del riu Enguri. Administrativament forma part de Samegrelo - Zemo Svaneti i la població principal n'és Mestia.
- La Baixa Svanètia (Kvemo Svaneti) és l'alta vall del riu Tskhenistskali. Administrativament forma part de Ratxa-Letxkhumi i Kvemo Svanètia i la població principal n'és Lentekhi.

A més a més, la Svanètia històrica inclou també la Vall de Kodori, actualment part de l'autoproclamada independent República d'Abkhàzia.

## Història

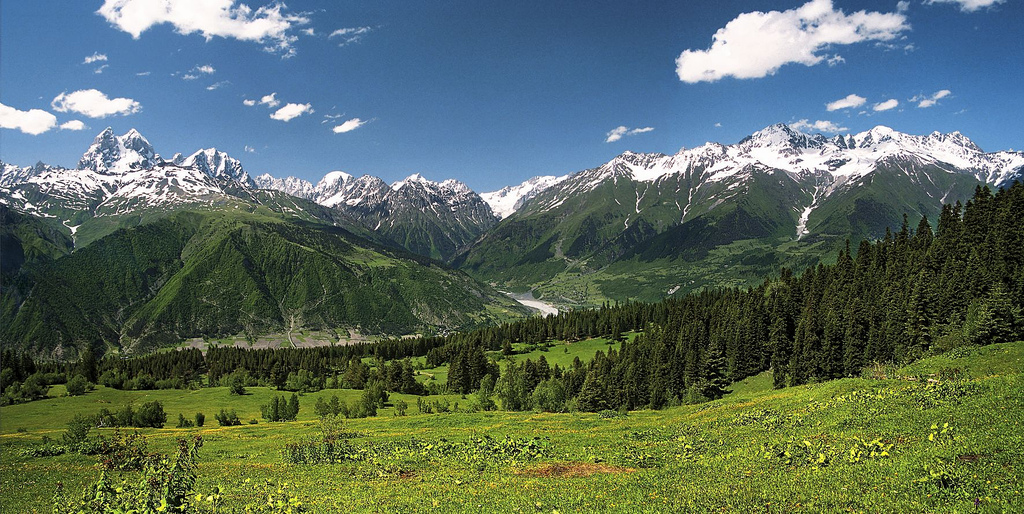
Paisatge de Svanètia, amb el Caucas de rerefons

La regió estava poblada per la tribu georgiana dels svans. A finals del segle xii pertanyia a la família Dadiani, un membre de la qual, Vardan II Dadiani, en fou nomenat el 1184 eristhavi hereditari (al mateix temps que mthavari hereditari de Mingrèlia) en pagament dels seus serveis militars. El Dadiani se suposa que eren d'aquesta regió i probablement tenien possessions senyorials a Svanètia des de prou abans.
Probablement la regió va seguir en mans dels Dadiani, però el centre del poder es va traslladar a Mingrèlia. Un descendent de Vardan II, Tsotne Dadiani, va morir prop del 1300 i va deixar Svanètia al seu fill Ianni Dadiani, alhora que un altre fill anomenat Jordi I Dadiani rebia Mingrèlia. Giorgi va recuperar Svanètia després (cap al 1345) per decisió de Jordi V de Geòrgia el Brillant. A la mort de Jordi II Dadiani-Gurieli el 1384 els seus dominis es van repartir: Gúria i Svanètia van ser per Kakhabar Dadiani-Gurieli (que ja les governava des del 1372 per designació del seu pare), i Mingrèlia va ser per Vamek I Dadiani. Segurament va pertànyer a Gúria un temps, però després del 1314 Liparit I Dadiani de Mingrèlia, amb el suport del rei Alexandre I de Geòrgia, va tornar a dominar Svanètia. Probablement va seguir en mans dels Dadiani, perquè consta que pertanyia a Samsan ed-Daula Dadiani (1470-1474) i a Liparit II Dadiani (1482-1512). El mtavari de Mingrèlia Vamek III Dadiani va morir en combat contra els svans de Svanètia el 1661. Sembla, doncs, que a partir d'aquesta època o poc després una nova dinastia arriba al poder.

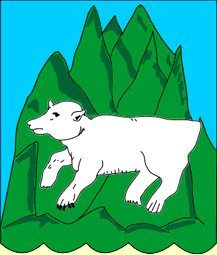
Estendard de Svanètia

Les primeres notícies d'un príncep hi apareixen cap al 1750 amb Otar Dadeshkeliani el Gran. Aquest príncep o eristhavi va ser el pare de Baba Tsiokh Bey, al seu torn pare de Mikeli Dadeshkeliani (Tartar Khan), que més tard fou regent de son cosí, el príncep Constantí Dadeshkeliani (1842-1846), i fou un dels signants del tractat de protectorat amb Rússia el 26 de novembre de 1833 (Mikeli va morir el 1850).
A Otar el va succeir cap al 1780 el fill gran Mistost Dadeshkeliani (Tengis Bey), que va morir al tomb del 1800 i tingué per successor el seu fill Nicolau Dadeshkeliani (Tsiokh Bey), sota el govern del qual es va signar el tractat de protectorat amb Rússia (26 de novembre de 1833), i que va morir el setembre de 1841: tingué de successor son fill Constantí Dadeshkeliani, nascut el 1827, sota la regència del seu cosí abans esmentat Mikeli Dadeshkeliani, fins que va arribar a la majoria d'edat el 1846. El 1857 es va revoltar contra Rússia i va ser deposat i el país annexionat l'11 de setembre de 1857. El 5 de novembre de 1858 Constantí va ser executat pels russos.
Aquesta regió va ser visitada per l'escriptor anglès Clive Phillipps-Wolley, que descrigué el país i els seus habitants en el seu llibre Savage Svanetia, que publicà el 1883.

## Prínceps Dadeshkeliani
- Otar, c. 1750-1780
- Mistost, c. 1780-1800
- Nicolau, c. 1800-1841
- Constantí, 1841-1857
- Mikeli (regent), 1841-1846